# Was weg is, is weg
Was weg is, is weg ist ein deutscher Spielfilm von Christian Lerch aus dem Jahr 2012. Lerch verfasste auch das Drehbuch nach dem Roman Bellboy oder: Ich schulde Paul einen Sommer von Jess Jochimsen. Der Kinostart in Deutschland war am 22. März 2012.

## Handlung
1968: Ein Bauernhof in einem kleinen Dorf in Südostoberbayern. Onkel Sepp führt den Kindern seiner Schwester Erika in der Werkstatt eine neue Erfindung vor. Beim Einschalten des „Pursurgators“, einer Maschine zur endgültigen Lösung der Energiefrage, erhält er einen heftigen elektrischen Schlag und stürzt leblos zu Boden.
18 Jahre später; 1986, die Zeit des Widerstands gegen die WAA Wackersdorf, der Anti-Atomkraft-Bewegung, von Greenpeace und Robin Wood. Erika Baumgarten pflegt auf dem Bauernhof ihren Bruder Sepp, der im Koma liegt und künstlich beatmet wird – er hat den misslungenen Test der Erfindung offensichtlich nicht gut überstanden.
Hansi Baumgarten verkauft Versicherungen und gibt mit rotem 6er-BMW und C-Netz-Handy an.
Lukas Baumgarten bewohnt ein Zimmer beim Pfarrer Ben, der überzeugter Atomkraftgegner ist. Er möchte nach Neuseeland reisen, um sich auf einem Greenpeace-Schiff für die Rettung der Wale einzusetzen; sein Rucksack ist gepackt, von der Mutter Erika hat er sich kurz telefonisch verabschiedet.
Paul Baumgarten verwirrt und irritiert seine Umgebung dadurch, dass er sich für Jesus hält oder Sprüche wie Mühlhiasl von sich gibt: „Wenn Teufels Name auf den Dächern steht, von Ost der Tod herüber weht.“ Er ist geistig etwas zurückgeblieben und arbeitet als Helfer beim Metzger Franz Much, der gemeinsam mit seiner aerobic-gestählten Frau Gini eine Gastwirtschaft betreibt, die mit ungefähr 100.000 DM Schulden in die Insolvenz schlittert. Hansi Baumgarten bringt ihn auf die Idee, einen versicherten Körperteil abzutrennen, um damit die Schulden zu bezahlen. Much will den Gedanken von Hansi in die Tat umsetzen, geht an die Säge, zögert aber noch und überlegt erneut, als Gini den Raum betritt und Much dabei mit der in den Raum aufschlagenden Tür einen Schlag von hinten versetzt, der den Arm in die laufende Säge stößt. Sein Hund läuft mit dem Beweisstück, dem abgetrennten Arm, fort und verursacht dadurch eine Verfolgungsjagd.

## Kritik
„Turbulent-makabre, mitunter auch alberne Komödie, die Mythen des Heimatfilms gegen den Strich bürstet und mit liebevoll gezeichneten Figuren und lakonischen Dialogen unterhält.“

„Was weg is, is weg ist eine Parabel auf das Unwiederbringliche, frei von Schmalz und Nostalgie, zutiefst provinziell und zugleich universell, denn sie thematisiert das Unbehagen an der Globalisierung und ihren Verwerfungen.“

„Vor allem aber weht in Christian Lerchs Regiedebüt ein leichter Wind von Süden, so ein Hauch von österreichisch-schwarzem Humor. Leider nur so ein Lüfterl, so eine Ahnung von Wolf Haas und Wolfgang Murnberger, von Ulrich Seidl und Josef Hader, aber man darf das bayerische Kinopublikum ja auch nicht verschrecken.“

Die Deutsche Film- und Medienbewertung FBW in Wiesbaden verlieh dem Film das Prädikat wertvoll.

## Cameo
Als Cameo tritt Jochimsen in zwei Szenen als Atomkraftgegner auf.